# Aek Bamban
Aek Bamban is een bestuurslaag in het regentschap Asahan van de provincie Noord-Sumatra, Indonesië. Aek Bamban telt 1360 inwoners (volkstelling 2010).